# Dracula’s Curse
Dracula’s Curse (Alternativtitel: Bram Stoker’s Dracula’s Curse und Dracula 2 – Die Rückkehr der Blutfürsten) ist ein Vampirfilm aus dem Jahr 2006 des Regisseurs Leigh Scott, der auch das Drehbuch zum Film schrieb.

## Handlung
Der Rat der Vampire, deren Repräsentant „der Alte“ ist, bittet um ein Treffen mit den „Weisen 9“, den Beschützern der Menschheit, für die der Vampirjäger Colonel Rufus King spricht. Die Vampire schlagen einen Nichtangriffspakt vor, nach welchem sie keine Jagd mehr auf Menschen machen würden, wenn man im Gegenzug garantiert, dass die Vampirjäger ihre Arbeit einstellen. Rufus King akzeptiert und unterzeichnet den Pakt. Fünf Jahre später entführt eine Gruppe Vampirinnen eine junge Frau, Christina Lockheart, vor den Augen ihres Freundes Rick aus ihrem Schlafzimmer. Die Vampirinnen gehörten dem Clan der Komtess Bathorly an, welche damit den Pakt gebrochen hat. Bislang glaubte man, die Komtess wäre bereits seit 100 Jahren tot, was sich nun als falsch herausstellt. Mit der Unterstützung von Jacob Van Helsing kämpfen sie gegen die Komtess und ihre Anhänger. Schließlich gelingt es dem Vampirjäger Rufus King, der sich nun als Dracula herausstellt, die Komtess Bathorly in der Walpurgisnacht zu töten.

## Synchronisation
| Rolle                    | Darsteller          | Synchronsprecher |
| ------------------------ | ------------------- | ---------------- |
| Rufus King               | Thomas Downey       | Tobias Kluckert  |
| Gracie Johanssen         | Eliza Swenson       | Ghadah Al-Akel   |
| Jacob Van Helsing        | Rhett Giles         | Bernd Vollbrecht |
| Komtess Erzabet Bathorly | Christina Rosenberg | Daniela Thuar    |
| Rafe                     | Jeff Denton         | Ingo Albrecht    |

## Hintergrund
- Erstveröffentlichung in den Vereinigten Staaten war am 25. April 2006. In Deutschland erschien der Film am 4. Januar 2007.
- Regisseur Leigh Scott hat im Film einen Gastauftritt als „der Alte“.

## Kritiken
„Dialoglastige Vampirfilm-Variante, die sich krampfhaft bemüht, die verworrene Handlung durch einen neumodischen Look aufzuwerten.“